# 紐西蘭鎊
紐西蘭鎊（英語：New Zealand Pound）是紐西蘭在1840年至1967年之間使用的貨幣。除了紐西蘭之外，庫克群島、托克勞、紐埃、皮特開恩群島也曾使用紐西蘭鎊。簡稱NZP、NZ£。1967年7月10日，紐西蘭貨幣改採十進位制，原先的紐西蘭鎊當天起由紐西蘭元取代，匯率是2紐元等於1紐西蘭鎊。

## 硬幣
- 半便士(Halfpenny)
- 1便士(Penny)
- 3便士(Threepence)
- 6便士(Sixpence)[5 Cents]#
- 1先令(Shilling)[10 Cents]#
- 2先令(Florin, 2 Shillings)[20 Cents]#
- 半克朗(Half Crown, 2.5 Shillings)

有#者表示該硬幣在1967年改採十進位制後仍可使用，幣值如同方括號的面值，直至2006年10月31日止。

## 鈔票
- 5先令(5 Shillings)
- 10先令(10 Shillings)
- 1鎊
- 5鎊
- 10鎊
- 50鎊

## 外部連結
- Trading Banks of New Zealand （页面存档备份，存于）